# AAA (コンピュータゲーム産業)
コンピュータゲームの世界でAAA (トリプルエー) は、中堅または大手のゲーム制作会社やパブリッシャーが、通常のゲームタイトル（ゲーム作品）と比べて特に多額（巨額）の開発費や販売推進費用をかけているゲームタイトルを指すのに用いられる非公式の格付けである。

## 概説
本用語は映画産業ですでに用いられるようになっていた用語「ブロックバスター」と類似している。「ブロックバスター」は大手映画制作会社が巨額の制作費をかけて撮影し巨額の費用をかけて広告・宣伝を行う（そしてそれらのほとんどが大きな興行収入をあげる）映画作品のことである（よってゲームタイトルに関しても「ブロックバスター〈・ゲーム〉」と呼ぶ人も一部にいる）。
通常より高額な開発費（制作費）をかけたゲーム作品は、採算をとるために（つまり最低でも出費したのと同額の売上〈収益〉をあげ、できればそれ以上の収益をあげ十分な利益を得るために）、通常のゲームタイトル以上に費用と労力をかけて販売推進（英語版記事）、広告宣伝、マーケティングなどを行うことが一般的である。
なお、2010年代中盤からは、「AAA+」という用語が、AAAゲームの中でも特にシーズンパスや拡張パックなどのようにSoftware as a Service (SaaS) の手法を用いることで（MMOと同様に）時間と共に追加の利益を生むしくみを加えたものを指すために使われ始めた。→#AAA+

## 歴史
ゲームの世界での「AAA」という用語が使われるようになったきっかけは、1990年代後半に一部のゲーム開発企業がアメリカでのゲームの会合において使い始めたことである。そしてプレスリリースにおいて印字された文字として使われるようになったのは、2000年6月のInfogamesによるものからである。どうやらゲーム業界は、債券格付け用語の「AAA トリプルエー」から借用する形でこの用語を使い始めたようである（債権用語のほうの「AAA」は、資金回収できる可能性が特に高い、特に良質の債権を表す格付けである）。
第7世代の家庭用ゲーム機（2000年代後半）までに、Xbox 360やPlayStation 3用のAAAゲームの開発費用は新作で通常1500万〜2000万ドルの規模になり、一部の続編作品では更に高額になることもあった。例えば、『Halo 3』は開発費用が3000万ドル、マーケティング予算は4000万ドルにもなると推定された。EAゲームス（Diceヨーロッパ）向けに発行された白書によれば、第7世代ではAAA級の作品を制作するコンピュータゲーム開発スタジオの数が推定125から約25へと縮小したが、ゲーム開発に必要な人材の数は約4倍になったという。
第7世代の間に、AAAゲーム（または「ブロックバスター・ゲーム」）では、リスク（ゲーム制作費が回収できず赤字になってしまうリスク）を最小限にするために、ブロックバスター映画と同様にテレビ・看板・新聞などで広告宣伝を行うようになり、また続編やリブート作品も出すようになり、さらに一部では映画同様に知的財産権（IP）のフランチャイズも行われるようになった。世代の終わりの時点でのコストは数億ドルまで上昇し、『グランド・セフト・オートV』の推定費用は最大で2億6500万ドルであるとされた。
ゲーム開発というのは大手や中堅会社ばかりが行っているわけではなく小さな会社や個人も行っていて、ゲーム制作会社の世界はスペクトラム状に広がっているわけが、ゲーム開発の世界で広く見られるようになった（上で説明したような）開発費の肥大化という現象は、他方でインディーゲームの成長をうながし、インディーゲームの世界では（大手ゲーム制作会社で起きたこととはかなり異なり）、イノベーション（ここでは、少ない費用で大きな効果を上げるための創意工夫）や（あえて）リスクをとる、ということが可能になった。
家庭用ゲーム機の第7世代から第8世代への移行期にAAAの開発コストは業界の安定への脅威となると一部で考えられるようになった。一つの作品が生産コストを満たさないだけでスタジオの閉鎖につながる可能性があり、発売後短期間で家庭用ゲーム機向けのソフトを推定100万本販売したにもかかわらず、親会社のアクティビジョンにより「Radical Entertainment」は閉鎖された。UbisoftのゲームディレクターのAlex HutchinsonはAAAのフランチャイズモデルを潜在的に有害であると表現し、彼は それが製品をテストするフォーカスグループが収益の最大化を目的とするようになるかまたはゲーム内容や深みを犠牲にして更に高度な写実的なグラフィックやインパクトに向かっていくと表現した。
第8世代の家庭用ゲーム機（PlayStation 4、Xbox One、Wii U）ではさらにコストと人員が増加することになった。- UbisoftのAAAゲーム開発においては、オープンワールドゲームに400〜600人が関与し、複数の場所、国にわかれて開発が行われる。
採算性への欲求がパブリッシャーをプレイヤーが最初の購入後も収益に貢献し続ける代替の収益モデル（プレミアムモデル、DLC、オンラインパス、サブスクリプション方式など）に目を向けさせることになった。2010年代中盤、大手パブリッシャーがMMOゲームでの収益の上げ方と同様に消費者からの収益を得ようとする観点からゲームをロングテールに調整することに集中し始めた。これらの拡張パックやシースンパスコンテンツを伴うゲームとして『Destiny』『バトルフィールド』および『コール オブ デューティ』シリーズなどがあり、『オーバーウォッチ』や『League of Legends』などゲーム内アイテム（スキン等）を販売することで収益を得ているゲームも存在する この種類の作品は「AAA+」として呼ばれることがある。
AAAのゲーム開発は従業員に悪影響を与えているクランチ・タイムや他の作業圧力が明確な環境の一つとして提示されている。

### AAA+
「AAA+」という用語は独立系ゲーム企業CD Projektが厳密にはインディーゲームであるのに非常に高品質であるとして同社の新コンテンツを販促しようとした時に使われてきた 。加えて、この用語は利益を生む追加の手段（一般的には元のゲームコストに加えた購入）を伴うAAAゲームを比喩的に表現する際にも用いられてきた。2016年にGameindustry.bizはAAA+ゲームは「AAAの生産価値と美学をSoftware as a Service（SaaS）の原則を組み合わせてプレイヤーを数カ月さらには数年惹きつけ続ける」製品と表現した。
一般的な「AAA+」用語の使用は最も高い売上をあげたまたは最も生産価値が高いAAAゲームの一部を指すことがある。

### Triple-I
Triple-I （トリプルアイ）はインディーゲーム市場において類似（すなわち比較的高額な予算、視野、熱意のあるゲーム）の品質水準を満たす独自に資金調達されたゲームを指すことに使われる。

## 関連用語
家庭用ゲーム機産業にはB級映画、テレビ映画またはオリジナルビデオに相当する表現がなかったが、制作費がかなり低額で評価が悪かったゲームは「バーゲンビン」（ワゴン）作品と呼ばれることがある。

## 関連リンク
- ショベルウェア